# Georgia Crăciun
Georgia Andreea Crăciun (* 14. Juli 1999 in Brăila) ist eine rumänische Tennisspielerin.

## Karriere
Crăciun begann mit sechs Jahren das Tennisspielen und bevorzugt Sandplätze. Sie spielt überwiegend Turniere auf der ITF Women’s World Tennis Tour, bei denen sie bereits 13 Titel im Einzel und 12 im Doppel gewinnen konnte. Ihr Debüt auf der WTA Tour gab sie 2014 bei den BRD Bucharest Open, als sie eine Wildcard für die Qualifikation erhielt.

## Turniersiege

### Einzel
| Nr. | Datum              | Turnier         | Kategorie   | Belag     | Finalgegnerin          | Ergebnis       |
| --- | ------------------ | --------------- | ----------- | --------- | ---------------------- | -------------- |
| 1.  | 4. März 2017       | Antalya         | ITF $15.000 | Sand      | Pia König              | 6:3, 6:2       |
| 2.  | 18. Juni 2017      | Curtea de Argeș | ITF $15.000 | Sand      | Riya Bhatia            | 6:1, 6:1       |
| 3.  | 8. Oktober 2017    | Antalya         | ITF $15.000 | Sand      | Sofija Kowalez         | 6:3, 6:4       |
| 4.  | 15. Juli 2018      | Bukarest        | ITF $15.000 | Sand      | Anna Turati            | 7:5, 6:2       |
| 5.  | 16. September 2018 | Warna           | ITF $15.000 | Sand      | Ulrikke Eikeri         | 6:2, 7:5       |
| 6.  | 7. Oktober 2018    | Sosopol         | ITF $15.000 | Hartplatz | İlay Yörük             | 6:2, 6:1       |
| 7.  | 14. Oktober 2018   | Antalya         | ITF $15.000 | Hartplatz | Magdaléna Pantůčková   | 7:5, 5:7, 7:69 |
| 8.  | 7. Juli 2019       | Stuttgart       | ITF W25     | Sand      | Wolha Hawarzowa        | 6:2, 6:3       |
| 9.  | 14. Juli 2019      | Bukarest        | ITF W15     | Sand      | Laura Schaeder         | 7:5, 6:2       |
| 10. | 2. Februar 2020    | Antalya         | ITF W15     | Sand      | Tara Würth             | 2:6, 6:3, 6:3  |
| 11. | 23. Juni 2024      | Bukarest        | ITF W15     | Sand      | Patricia Maria Țig     | 6:1, Aufgabe   |
| 12. | 25. August 2024    | Cluj-Napoca     | ITF W35     | Sand      | Carlota Martínez Círez | 6:1, 6:2       |
| 13. | 29. September 2024 | Warna           | ITF W15     | Sand      | Jelysaweta Kotljar     | 7:5, 6:0       |

### Doppel
| Nr. | Datum              | Turnier         | Kategorie   | Belag     | Partnerin                 | Finalgegnerinnen                              | Ergebnis          |
| --- | ------------------ | --------------- | ----------- | --------- | ------------------------- | --------------------------------------------- | ----------------- |
| 1.  | 3. März 2017       | Antalya         | ITF $15.000 | Sand      | Ilona Georgiana Ghioroaie | Anastassija Frolowa Alena Tarassowa           | 6:1, 6:4          |
| 2.  | 27. Mai 2017       | Antalya         | ITF $15.000 | Sand      | Ilona Georgiana Ghioroaie | Mariana Dražić Emilie Francati                | 6:2, 6:4          |
| 3.  | 3. Juni 2017       | Antalya         | ITF $15.000 | Sand      | Ilona Georgiana Ghioroaie | Ena Kajević Noelia Zeballos                   | ohne Spiel        |
| 4.  | 17. Juni 2017      | Curtea de Argeș | ITF $15.000 | Sand      | Ilona Georgiana Ghioroaie | Camelia-Elena Hristea Gabriela Nicole Tătăruș | 6:3, 7:5          |
| 5.  | 30. September 2017 | Antalya         | ITF $15.000 | Sand      | Andreea Ghițescu          | Amina Anschba Melis Sezer                     | 6:2, 6:2          |
| 6.  | 13. Oktober 2018   | Antalya         | ITF $15.000 | Hartplatz | Alena Fomina              | Cemre Anıl Melis Sezer                        | 7:5, 7:64         |
| 7.  | 25. November 2018  | Antalya         | ITF $15.000 | Hartplatz | Oana Georgeta Simion      | Ioana Gașpar Andreea Prisăcariu               | 6:1, 6:3          |
| 8.  | 9. November 2019   | Hua Hin         | ITF W25     | Hartplatz | Eva Guerrero Álvarez      | Lesley Pattinama Kerkhove Tamarine Tanasugarn | 6:2, 7:5          |
| 9.  | 7. Dezember 2019   | Antalya         | ITF W15     | Hartplatz | Ioana Gașpar              | Leonie Küng Melis Sezer                       | 6:4, 1:6, [14:12] |
| 10. | 21. Dezember 2019  | Antalya         | ITF W15     | Hartplatz | Başak Eraydın             | Ayla Aksu Gizem Melisa Ateş                   | 6:1, 6:2          |
| 11. | 25. Januar 2020    | Antalya         | ITF W15     | Sand      | Andreea Prisăcariu        | Martina Colmegna Silvia Njirić                | 7:5, 7:5          |
| 12. | 11. September 2021 | Warna           | ITF W15     | Sand      | Oana Gavrilă              | Chiara Catini Victoria Mikhaylova             | 4:6, 7:66, [10:2] |